# Ivica Jozić
Ivica Jozić (* 22. Juli 1969 in Mostar) ist ein ehemaliger bosnischer Fußballspieler.

## Karriere
Der Mittelfeldspieler Jozić wechselte 1991 von FK Sarajevo nach Deutschland zum Gelsenkirchenern Verein STV Horst-Emscher. Nach einer Spielzeit wechselte er zur Zweitvertretung des FC Schalke 04, mit der er in der Oberliga Westfalen spielte. Nach einem Jahr zog es ihn weiter zur SG Wattenscheid 09. Mit Wattenscheid spielte er in der Bundesliga. Unter Trainer Hannes Bongartz debütierte er am 1. Spieltag der Saison 1993/94 beim 3:0-Erfolg gegen Schalke 04. Unter Bongartz absolvierte Jozić zwei weitere Spiele, dann kam er erst nach dem Trainerwechsel zu Frank Hartmann wieder zum Zuge, unter dem er auch sein erstes Tor in der Bundesliga erzielte, es war der 33. Spieltag. Der Abstieg war für die Wattenscheider nicht mehr zu vermeiden, da gelangen Jozić am 34. Spieltag in der Partie gegen den Karlsruher SC drei Tore. Nach dem Abstieg in die 2. Bundesliga blieb er eine weitere Saison in Wattenscheid, absolvierte 24 Spiele und erzielte drei Tore. Anschließend folgten kurze Stationen beim VfL Wolfsburg, in Belgien bei Royal Antwerpen und KSV Waregem. Danach kehrte er zurück nach Deutschland und spielte noch für Rot-Weiss Essen, BV Cloppenburg, VfB Oldenburg und den SV Wilhelmshaven.